# Княжеский дворец (Алба-Юлия)
Княжеский дворец располагается на территории крепости Алба-Каролина в румынском городе Алба-Юлия, рядом с католическим собором Святого Михаила. Исторический памятник средневековья несёт в себе архитектурные черты готики, возрождения и барокко.
Здание было построено в XV веке для капитула Трансильванской епархии. В XVI веке после перестройки и расширения дворец стал резиденцией князей Трансильвании. Именно здесь в 1599—1600 годах разместился двор Михая Храброго, впервые объединившего под одной властью румынские земли — Валахию, Молдавию и Трансильванию. Дворец сильно пострадал от османских набегов 1658 и 1662 годов. После завоевания Трансильвании империей Габсбургов он отошёл военным более чем на три столетия. С XVII века здесь размещался австрийский гарнизон с арсеналом и артиллерийскими казармами, а в декабре 1918 года здание занял 21-й пехотный полк румынских вооружённых сил.
28 ноября 1968 года перед главным фасадом княжеского дворца был установлен 9-метровый конный памятник князю Михаю Храброму скульптора Оскара Гана. В 1975 году, в год 375-летия первого объединения Румынии, на фасаде дворца позади памятника скульптором Хорией Флэмэнду был выполнен барельеф длиной 6,2 метров и высотой 3 метра. На нём изображён Михай Храбрый, принимающий дань от трёх Дунайских княжеств.
Двухэтажный княжеский дворец имеет прямоугольную форму с двумя квадратными внутренними дворами. Средневековые летописи описывают его как богато украшенное здание с роскошными мраморными лестницами и обилием фресок на стенах. При реконструкции 2010-х годов было обнаружено, что южная стена дворца сооружена из огромных каменных глыб, взятых из римской крепости Апулум. Вскрытие стен выявило целый ряд сохранившихся фрагментов средневекового декора: барочные и ренессансные росписи, картины в стиле барокко и рококо, скульптурное убранство разных эпох, в том числе герб епископа Франциска Вардаи (1514—1524).